# ميشيل دينيس
ميشيل دينيس (بالفرنسية: Michel Denis)‏ هو طبال فرنسي، ولد في 1 مايو 1941 في بولون-بيانكور في فرنسا.